# Flinzschiefer Scholle
Die Flinzschiefer Scholle ist eine geologische Felsformation am südlichen Rand des Wuppertaler Stadtbezirks Uellendahl-Katernberg im Wohnquartier Nevigeser Straße. Die Flinzschieferscholle liegt an der nördlichen Seite der August-Bebel-Straße, westlich der Hauptfeuerwache (Feuer- und Rettungswache 1) in der Flur Unterer Dorrenberg. Der Felsen wurde von der Stadt Wuppertal am 16. Dezember 2008 per Verordnung als Naturdenkmal gem. § 22 a LG NRW als „gut sichtbare Flinzschieferscholle mit Spezialfaltung“ aufgrund wissenschaftlicher, naturgeschichtlicher, landeskundlicher oder erdgeschichtlichen Gründen ausgewiesen. Die Felsformation gehört zur naturräumliche Einheit Haßlinghauser Rücken, dieser Höhenzug wird regional auch als „Wuppertaler Nordhöhen“ bezeichnet.

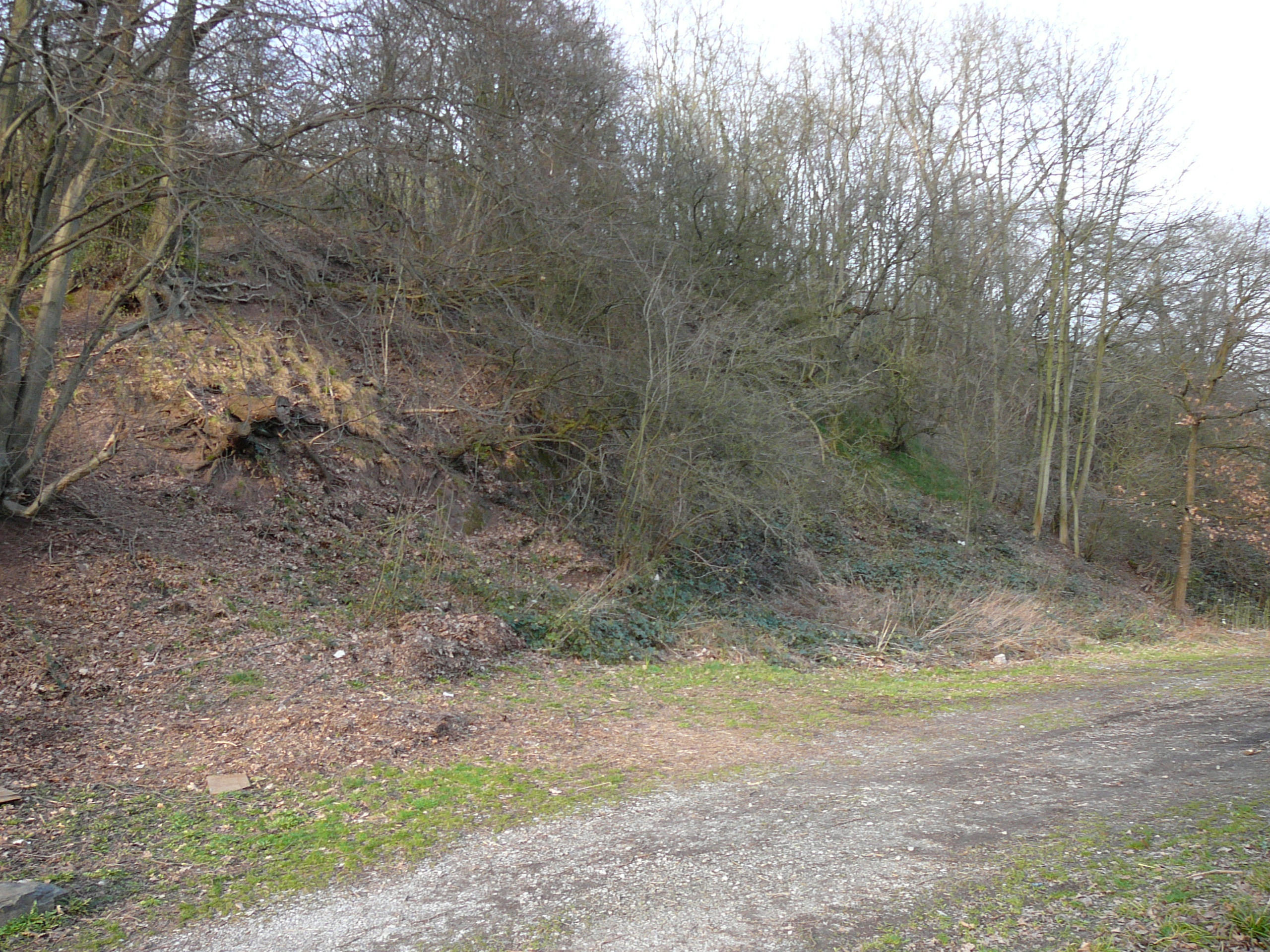
Flinzschiefer Scholle
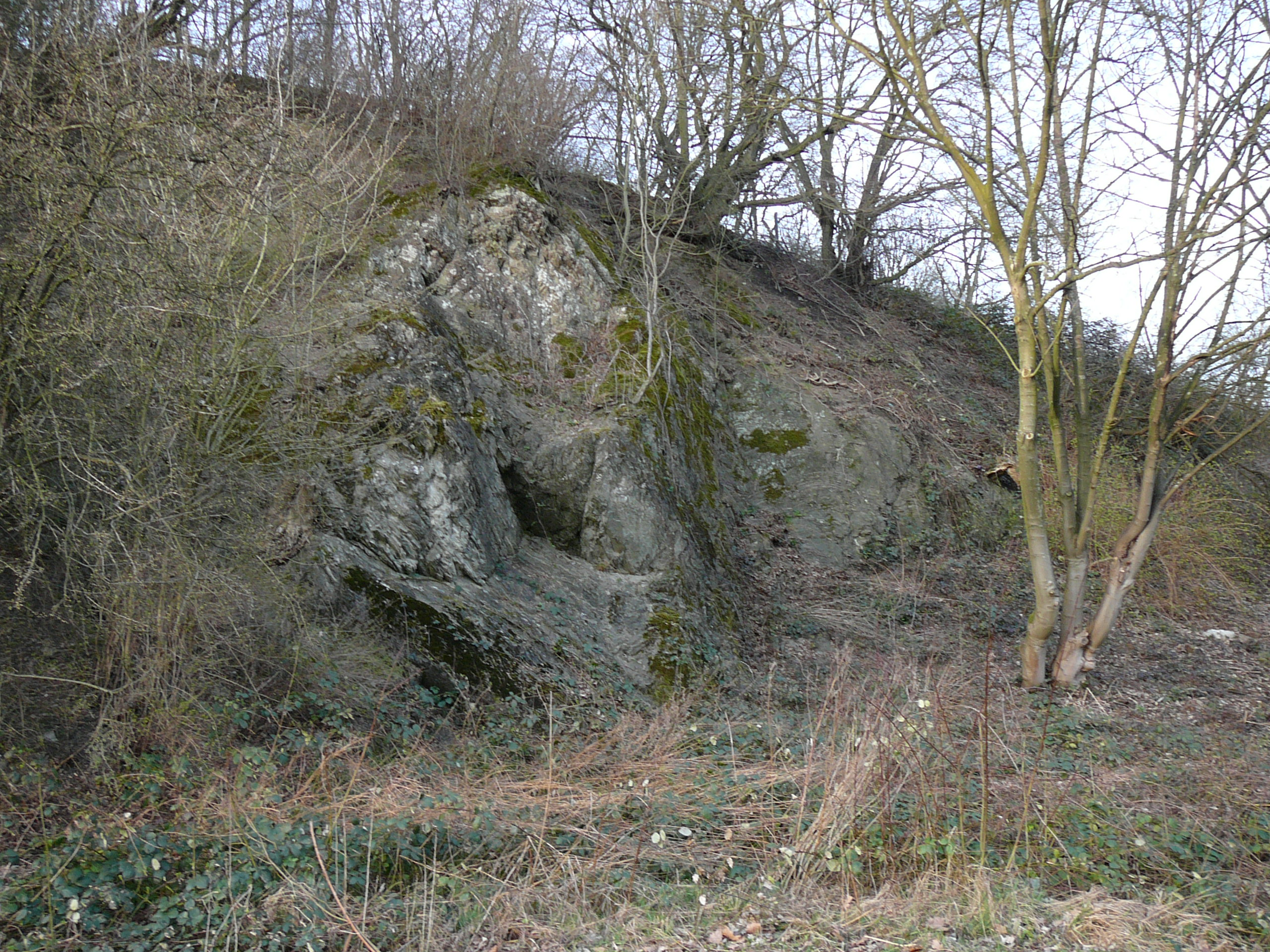
Flinzschiefer Scholle
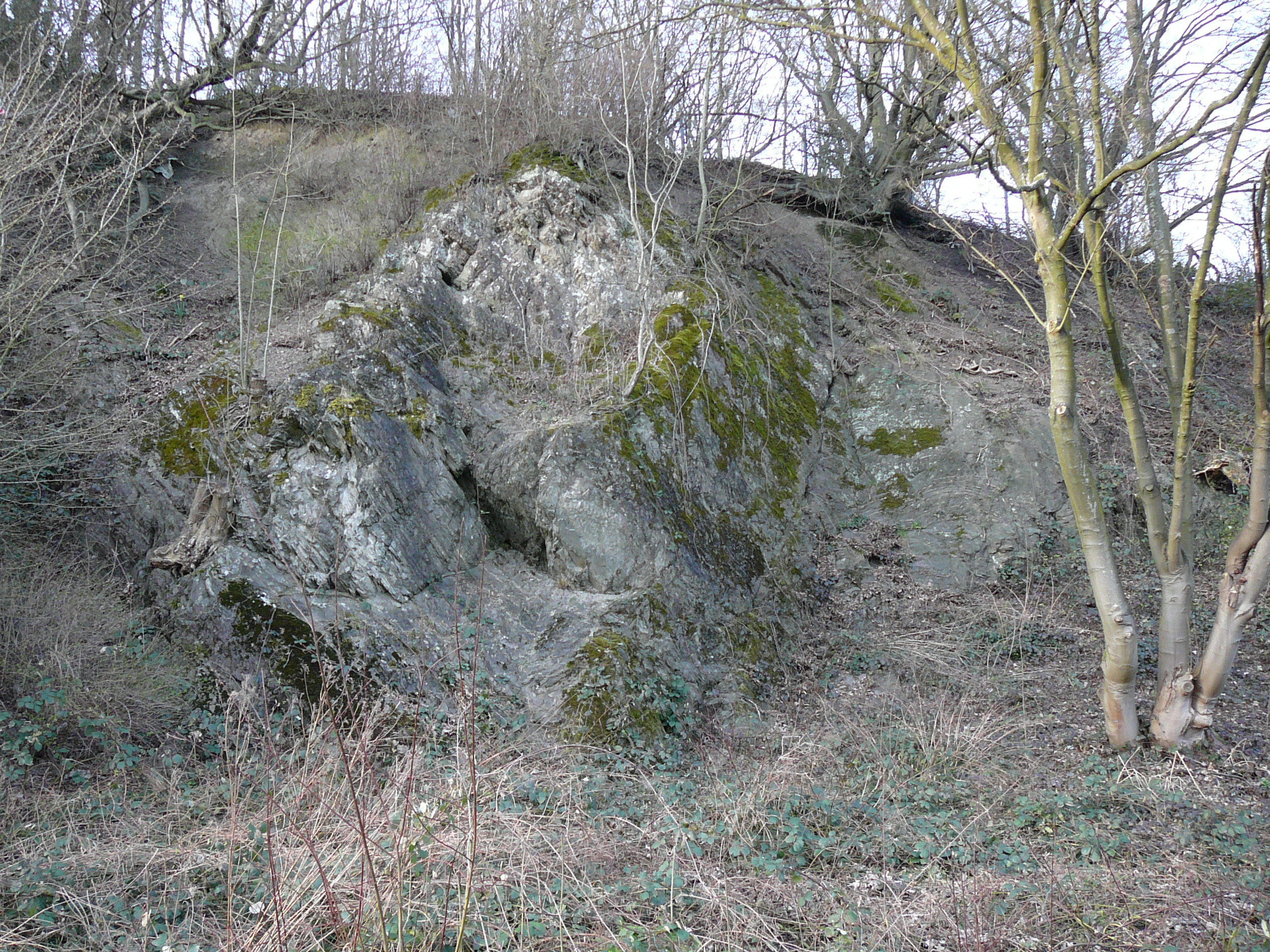
Flinzschiefer Scholle
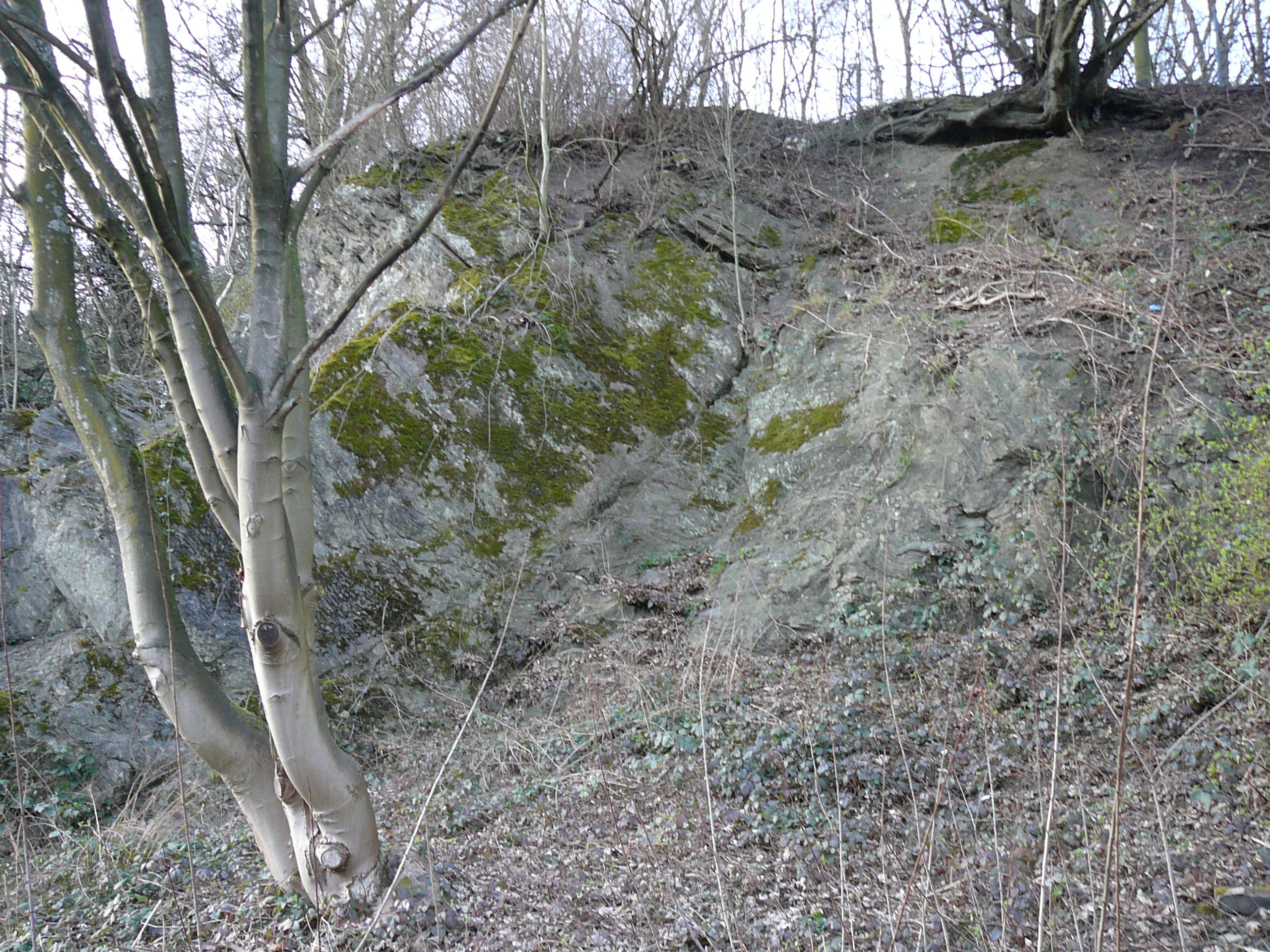
Flinzschiefer Scholle
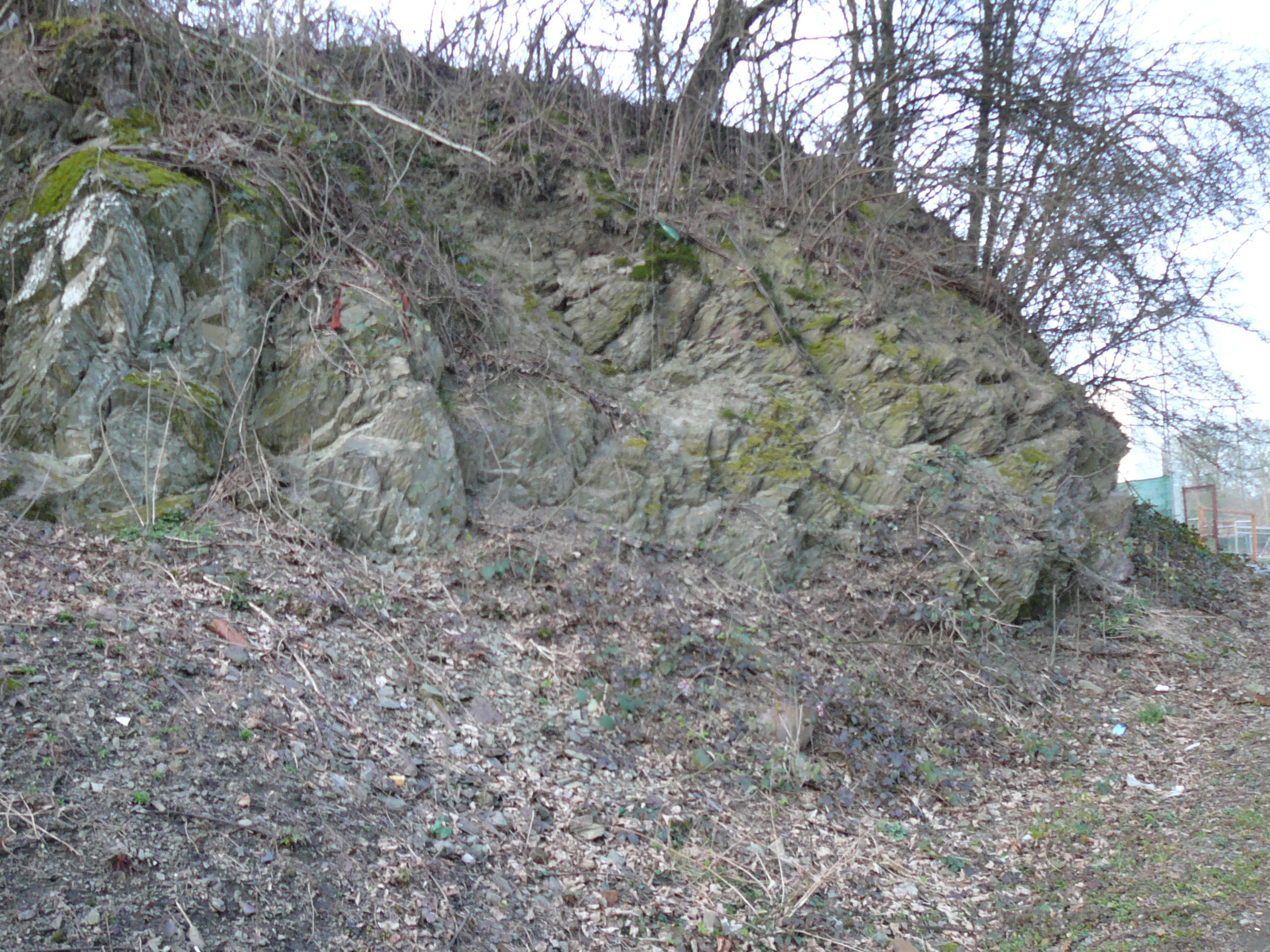
Flinzschiefer Scholle